# Goplanen
Die Goplanen (polnisch Goplanie, lateinisch Glopeani)  waren ein westslawischer Stamm im heutigen zentralen Polen. Sie lebten wahrscheinlich im weiteren Umfeld des Goplosees (polnisch Jezioro Gopło).
In schriftlichen Quellen werden sie nur ein einziges Mal erwähnt, nämlich im ersten Teil der Descriptio regionum et civitatum, also des sogenannten Bayerischen Geographen. Dieser Teil stammt wahrscheinlich vom Ende des 9. Jahrhunderts und benennt das Gebiet der Glopeani mit 400 Burgen. Weitere Informationen gibt der Text nicht her.
In der polnischen Forschung werden die Glopeani allgemein und vor allem etymologisch mit dem Goplosee in Verbindung gebracht. In der Nähe des Goplosees befinden sich zwischen Posen, Gnesen und Kruschwitz die frühesten Zentren des polnischen Staatswesens und das Stammland des Herrschergeschlechts der Piasten.
Laut einer Hypothese des polnischen Historikers Henryk Łowmiański (1898–1984) stellten die Goplanen bis ins 9. Jahrhundert den vorherrschenden Stamm im heutigen zentralen Polen dar. Ihr Herrschergeschlecht, die sogenannten Popieliden, wurden jedoch von den Piasten unter Siemowit gestürzt, was zu einem Aufstieg der Polanen als dominierendem Stamm führte.
Die weitere Entwicklung der Goplanen ist auf Grund fehlender Informationen völlig unklar. Wahrscheinlich ist, dass sie spätestens im 10. Jahrhundert im frühen polnischen Staatswesen und damit im heutigen Volk der Polen aufgingen.